# Keskijärvi (sjö i Enontekis, Lappland, Finland)
Keskijärvi är en sjö i Finland. Den ligger i kommunen Enontekis i landskapet Lappland, i den norra delen av landet, 900 km norr om huvudstaden Helsingfors. Keskijärvi ligger 337,5 meter över havet. Arean är 34,5 hektar och strandlinjen är 3,59 kilometer lång. Sjön  ingår i Kemi älvs huvudavrinningsområde. 